# Авторское право в Казахстане
Авторское право в Казахстане регулируется законом РК «Об авторском праве и смежных правах» от 10 июня 1996 года.
Вопросами защиты авторских прав в республике занимаются Казахстанское авторское общество, Ассоциация казахстанских авторов и исполнителей и др.
Основной целью деятельности указанной Ассоциации является управление на коллективной основе имущественными авторскими правами на коллективной основе казахстанских и иностранных авторов и исполнителей, произведения которых исполняются или будут исполняться на территории Казахстана.

## История
Казахстан долгое время входил в состав Российской империи и до 16 декабря 1991 года в составе СССР. Соответственно, на территории республики действовали законы об авторском праве Российской империи, законы об авторском праве в СССР.
10 июня 1996 года в РК был принят закон «Об авторском праве и смежных правах». Закон полностью соответствует требованиям Бернской Конвенции об охране литературных и художественных произведений.
Изменения законодательства Казахстана в 2015 году касательно защиты авторского права состоят в том, что с 1 января 2015 года вступил в силу новый Уголовный Кодекс Республики Казахстан. В нем («Уголовный кодекс Республики Казахстан» от 3 июля 2014 года № 226-V ЗРК РК) записано, что нарушение авторских и (или) смежных прав влечет за собой уголовную ответственность, при этом административная ответственность отменена.

Соблюдением авторских прав на музыкальные и литературные произведения в Казахстане занимается Республиканское общественное объединение «Казахстанское авторское общество» - РОО «КазАК». 
Остальные виды прав, включающие права на научные патенты, регистрируются в Республиканском государственном предприятии «Национальный институт интеллектуальной собственности» Министерства юстиции Республики Казахстан, созданным в соответствии с постановлением Правительства Республики Казахстан от 11 июля 2002 года № 756.
РОО «Казахстанское авторское общество» существует с момента обретения страной независимости в 1995 году и является постоянным членом CISAC - Международной конфедерации обществ авторов и композиторов, имеет совместные договора с Американским Обществом Композиторов, Авторов и Издателей (ASCAP), Российским Авторским Обществом (РАО), Американской Общественной Организацией Защиты Авторских Прав (BMI), Британским Авторским Обществом (PRS for MUSIC), Германским Авторским Обществом (GEMA), Азербайджанским Авторским Обществом (ААО), Итальянским Обществом Авторов и Редакторов (SIAE), Испанским всеобщим Обществом Авторов и Редакторов (SGAE), Французским Обществом Музыкальных Авторов, Композиторов и Издателей (SACEM).  Турецким Обществом Правообладателей Музыкальных Произведений (MESAM) и другими.
Сегодня РОО «КазАК» представляет интересы более 5 000 отечественных, более 3 миллионов мировых авторов и правообладателей из 148 стран. Общий каталог насчитывает более 30 миллионов произведений.
Согласно уведомлению Министерства юстиции РК от 18 августа 2017 г № 37: «Для представления интересов зарубежных авторов, исполнителей и производителей фонограмм необходимо заключение договора с организацией, управляющей аналогичными правами за рубежом». Пока иные организации по коллективному управлению правами, зарегистрированные и действующие на территории РК, не могут полноценно осуществлять сбор вознаграждения, так как не имеют договорных отношений с вышеуказанными компаниями.
Республиканское государственное предприятие «Национальный институт интеллектуальной собственности» является подведомственной организацией Министерства юстиции Республики Казахстан.
Сегодня в Республике Казахстан закон «Об авторском праве и смежных правах» защищается административным, гражданским и уголовными кодексами. 

## Содержание
Казахский закон защиты авторского права регулирует отношения в области интеллектуальной собственности, которые возникают при создании и использовании произведений науки, литературы и искусства (авторское право), постановок, исполнений произведений, фонограмм, передач эфирного и кабельного вещания (смежные права).
Действие закона авторского права распространяется:
- на произведения, обнародованные либо необнародованные, но находящиеся в какой-либо объективной форме на территории Республики Казахстан, независимо от гражданства авторов и их правопреемников;
- на произведения, обнародованные либо необнародованные, но находящиеся в какой-либо объективной форме за пределами Республики Казахстан, и признается за авторами — гражданами Республики Казахстан и их правопреемниками;
- на произведения, обнародованные либо необнародованные, но находящиеся в какой-либо объективной форме за пределами Республики Казахстан, и признается за авторами (их правопреемниками) — гражданами других государств в соответствии с международными договорами Республики Казахстан.

Авторское право на произведение, созданное совместным творческим трудом двух или более лиц (соавторство), принадлежит соавторам совместно, независимо от того, образует ли такое произведение одно неразрывное целое или состоит из частей, каждая из которых имеет также и самостоятельное значение.
Авторское право по закону действует в течение всей жизни автора и пятидесяти лет после его смерти. Право авторства, право на имя и право на защиту репутации автора охраняются за ним бессрочно.

## Нарушение авторских и смежных прав
Незаконное использование объектов авторского или смежных прав, а также приобретение, хранение, перемещение или изготовление контрафактных экземпляров объектов авторского права и (или) смежных прав для сбыта либо присвоение авторства или принуждение к соавторству — наказываются штрафом в размере до ста месячных расчетных показателей либо исправительными работами в том же размере, либо привлечением к общественным работам на срок до ста двадцати часов.
Такие же деяния, если они совершены в значительном размере или причинили значительный ущерб либо существенный вред правам или законным интересам автора или иного правообладателя, либо совершены неоднократно, — наказываются штрафом в размере до трехсот месячных расчетных показателей либо исправительными работами в том же размере, либо привлечением к общественным работам на срок до двухсот сорока часов, либо арестом на срок до семидесяти пяти суток.
Деяния совершенные:
1) группой лиц по предварительному сговору;
2) в крупном размере или причинившие крупный ущерб;
3) лицом с использованием своего служебного положения
— наказываются штрафом в размере до пяти тысяч месячных расчетных показателей либо исправительными работами в том же размере, либо ограничением свободы на срок до пяти лет, либо лишением свободы на тот же срок, с лишением права занимать определенные должности или заниматься определенной деятельностью на срок до трех лет или без такового.
Деяния, совершенные преступной группой, наказываются лишением свободы на срок от трех до шести лет.